# Notació Tironiana
Els Signes Tironians (notae Tironianae) formen un sistema de taquigrafia que es creu va ser inventat per un escriba de Ciceró de nom Marcus Tullius Tiro. Aquest sistema consistia en aproximadament 4.000 signes, ampliats posteriorment fins a 5.000. A l'Europa Medieval, els signes Tironians s'ensenyaven als monestirs i el sistema es va estendre a 13.000 signes aproximadament. L'ús dels signes Tironians va entrar en declivi des l'any 1100 tot i que al segle xvii encara es feia servir.

## Sobre la quantitat de signes

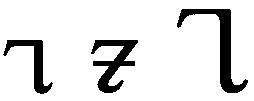
I tironià U+204Un ⟨⁊⟩.

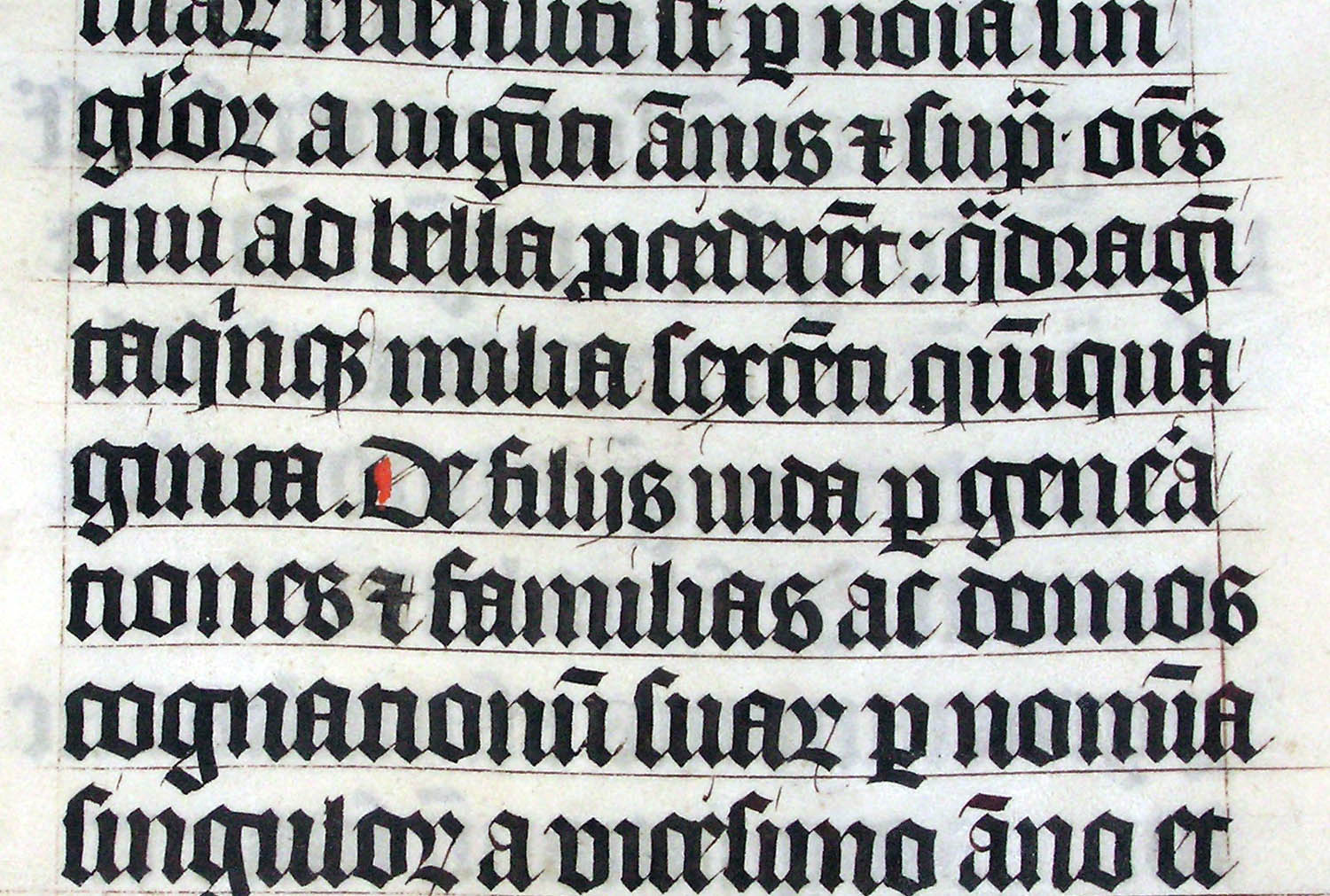
Hi han dos "i" Tironians al text (a la segona línia part superior i tercera línia de l'inferior), d'una Bíblia escrita per un escriba belga.

Els Signes Tironians poden fer lligatures tipogràfiques o ser signes individuals i resulta escurçant la paraula a la que reemplaça. Això aplica gran nombre de signes tironians de les que es té coneixement.

## Història
El primer sistema taquigràfic occidental del qual es té coneixement és el que es va ser usat per Xenofont, historiador grec, en escriure sobre Sócrates les notae socratae. El primer ús dels Signes Tironians s'atribueix a Plutarc que al 63 A.d.C. el va utilitzar per registrar la denúncia de Cató contra Catilina.
Cassi Dió atribueix a Mecenàs la invenció de la taquigrafia, indicant que va emprar el seu llibert Aquila per ensenyar el sistema a molts altres.
Malgrat això, Isidor de Sevilla detalla una altra versió sobre la història inicial del sistema, indicant-ne la invenció a Quintus Ennius, del qual diu haver inventat 1100 signes. Isidor diu que Tiro va portar la pràctica a Roma, però només utilitzant els signes tironians per les preposicions. Isidor apunta del desenvolupament de notes Tironianes addicionals per part de diversos autors, com per exemple Vipsanius, "Philargius", i Aquila (com s'assenyala més amunt), fins que Séneca va sistematitzar els diversos signes fins a aproximadament 5.000.
A l'Edat Mitjana, s'utilitzaven àmpliament signes (notae) per representar les paraules conjuntament amb altres abreviatures i van arribar a 14.000, expandits pels carolingis; però el sistema estenogràfic de notació alfabètica va tenir una existència curta (C. Burnett) en ser associat sovint a la bruixeria i la màgia, i va ser oblidat fins que Thomas Becket, arquebisbe de Canterbury, en va reprendre l'interès al segle xii. Al segle xv Johannes Trithemius, abat benedictí de Sponheim, va descobrir el notae Benenses: un salm i un vocabulari ciceronià escrit en taquigrafia tironiana.

Exemple de carta que pot ser modificat amb diverses marques per formar signes més complexos. Algun signe pot ser idèntic i usat en cartes diferents. En l'exemple, degut a l'evolució de l'escriptura (separació dels signes) no hi ha cap majúscula,

## En l'actualitat

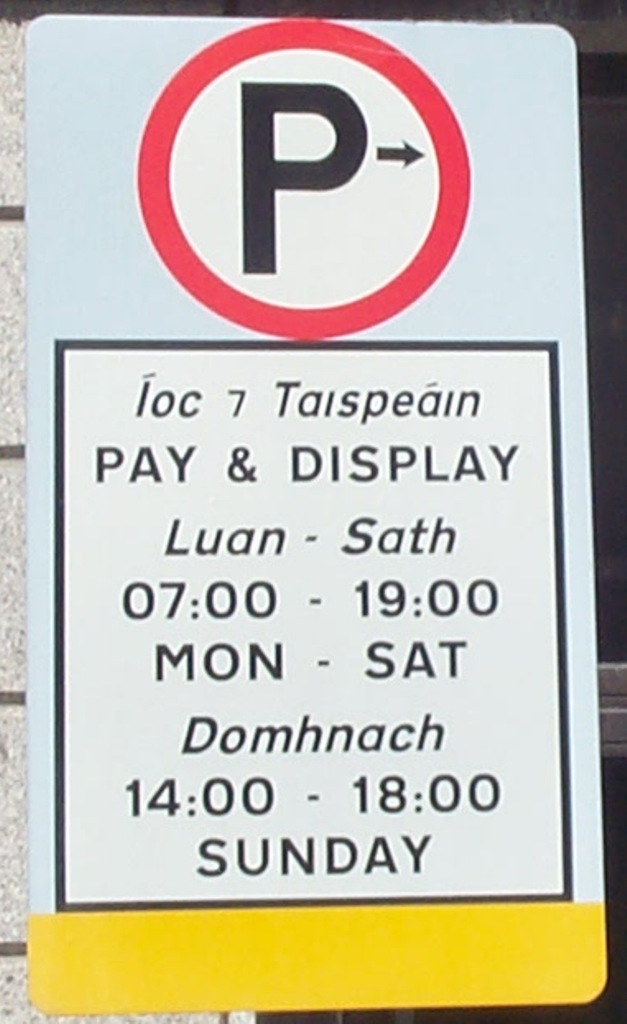
Una placa signe del pagament d'estacionament dins Dublín amb el Tironià "et" (conjunció i) per l'irlandès agus ("i").

Els signes tironians encara s'utilitzen actualment, en particular el tironià "et" (i); es fa servir a Irlanda i Escòcia per la conjunció "i" (agus en irlandès i escocès gaèlic), i en el "z" de "viz." (Per 'et' en videlicet).
En textos amb caràcters gòtics (especialment alemanys) va ser utilitzat en l'abreviatura ⟨⁊c.⟩ = Etc. (Per et cetera) durant tot el segle xix.

## Ús en ordinadors
Actualment, són pocs els llocs on la majoria dels signes tironians poden ser usats i mostrats en dispositius de la informàtica moderna.
El et ⟨⁊⟩ "i" tironià és disponible a l'Unicode U+204Un, de fet pot usar-se, p. ex., pels documents escrits en irlandès o escocès gaèlic, en una gamma relativament ampla de dispositius: Microsoft Windows, en Mac OS X i iOS en Helvetica; i en Windows, OS X, Google Crome OS, i Linux en tipografia (font) DejaVu Sans.

## Imatges

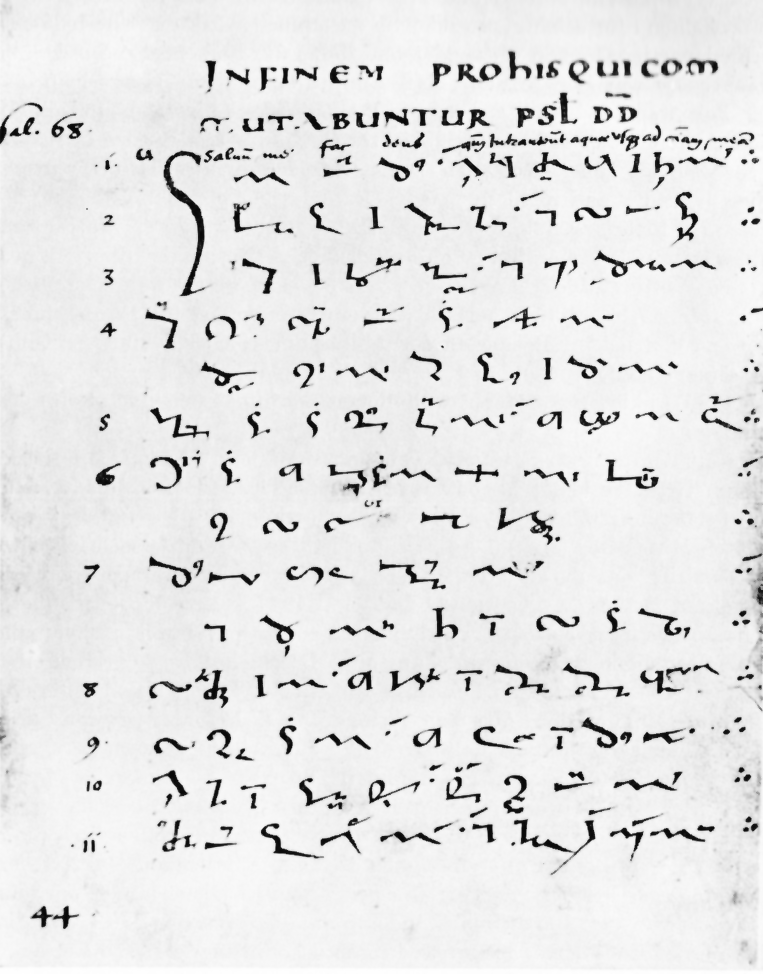
Salm 68. Manuscrit, segle IX
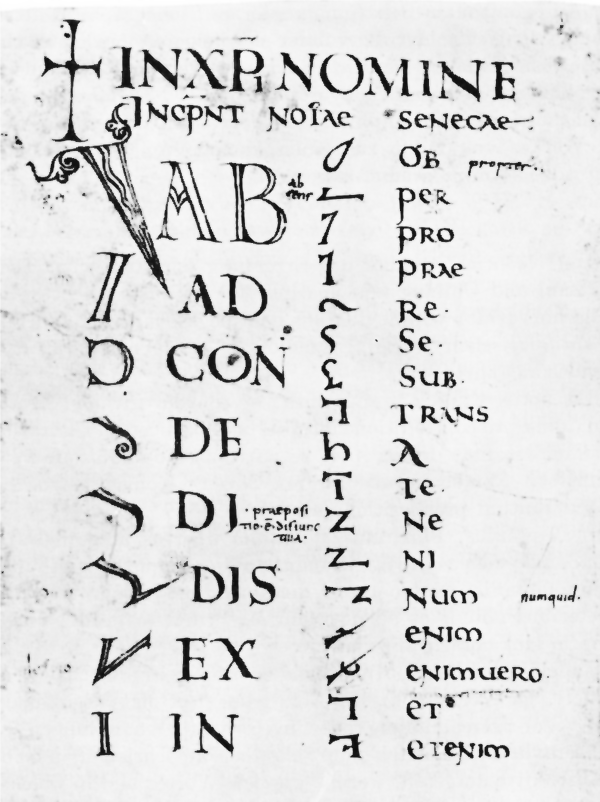
Tironian Glossari de nota del segle viii, còdex Casselanus
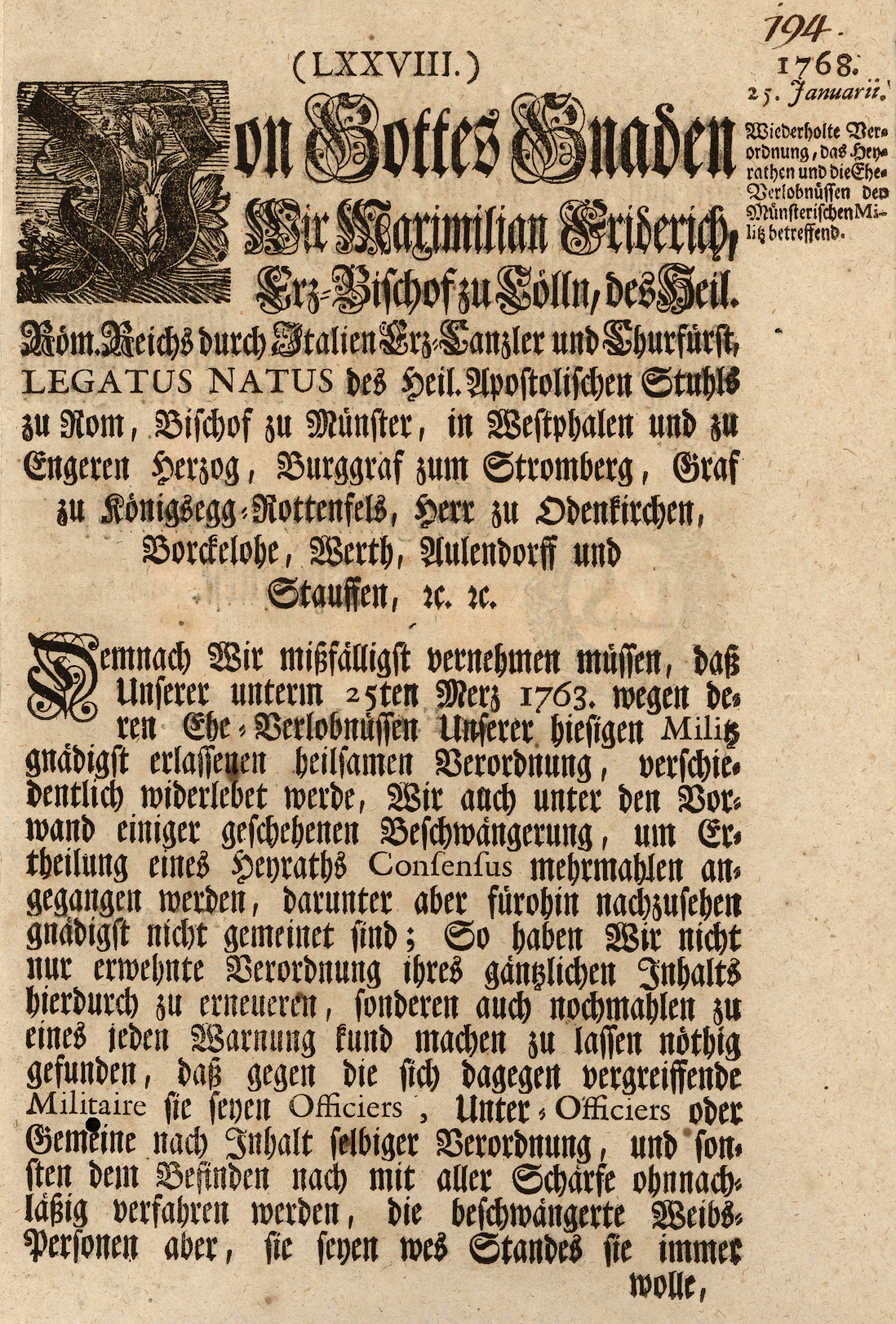
Tironian et En l'abreviatura "etc." Al final de la llista de títol de la noblesa. Impressió alemanya, 1768